# U 396
U 396 war ein deutsches Unterseeboot des Typs VII C, ein so genanntes „Atlantikboot“. Es wurde durch die Kriegsmarine während des U-Boot-Krieges hauptsächlich als Wetterboot eingesetzt.

## Technische Daten
Ein VII C-Boot hatte eine Länge von 67 m und eine Verdrängung von 865 m³ unter Wasser. Der Antrieb erfolgte durch zwei Dieselmotoren, die über Wasser eine Geschwindigkeit von 17 kn ermöglichten. Bei der Unterwasserfahrt trieben zwei Elektromotoren das Boot zu einer Geschwindigkeit von 7 kn an. Die Bewaffnung bestand bis 1944 aus einer 8,8-cm-Kanone und einer 2-cm-Flak C/30 an Deck sowie vier Bugtorpedorohren und einem Hecktorpedorohr. Üblicherweise führte ein VII-C-Boot 14 Torpedos mit sich. U 396 war mit einem Schnorchel ausgerüstet, der im getauchten Zustand Frischluft zuführte und die giftigen Dieselabgase ableitete. Die beiden Dieselmaschinen konnten dadurch auch unter Wasser genutzt werden, was eine schnellere Fahrt und längere Verweildauer unter Wasser ermöglichte.

## Kommandanten
- 19. Oktober 1943 bis März 1945

Ernst-Günther Unterhorst wurde am 5. April 1919 in Hadersleben geboren und trat 1937 in die Kriegsmarine ein. Nach Abschluss seiner Offiziersausbildung wurde er zur Luftwaffe kommandiert und kehrte erst im Frühling 1942 zur Marine zurück, um seine U-Bootausbildung anzutreten. Anschließend fuhr er bis Sommer 1943 als 1. Wachoffizier auf U 403. Im Sommer desselben Jahres absolvierte er den Kommandantenlehrgang und erhielt zunächst eine Baubelehrung für U 395, das aber wegen Beschädigung nicht in Dienst gestellt wurde. Nach einigen Tagen als Kommandant in Vertretung auf U 394 erhielt Oberleutnant zur See Unterhorst das Kommando auf U 396.
- März 1945 und April 1945

Auch der Nachfolger von Oblt.z.S. Unterhorst als Kommandant von U 396 wurde im heutigen Dänemark geboren. Hilmar Siemon kam am 29. März 1915 in Apenrade zur Welt und trat 1934 in die Kriegsmarine ein. Er schloss seine U-Bootausbildung im Frühling 1943 ab, fuhr zunächst als 1. Wachoffizier auf U 97 und übernahm noch im selben Jahr nach Absolvierung des Kommandantenlehrgangs das Kommando auf U 334. Ab dem Frühjahr 1943 wurde Kapitänleutnant Siemon als Stabsoffizier bei der 13. U-Flottille in Drontheim eingesetzt, anschließend wurde er Kompaniechef in der Marineschule Mürwik. Im Frühjahr 1944 übernahm Kapitänleutnant Siemon das Kommando auf U 396.

## Geschichte

### Erste Feindberührung
U 396 hatte die erste Feindberührung bereits auf der ersten Fahrt von Kiel ins geplante Einsatzgebiet vor der norwegischen Küste. Das Boot wurde von einem britischen Seeaufklärungsflugzeug vom Typ Consolidated PBY „Catalina“ angegriffen. Der Angreifer beschädigte den Schnorchel des Bootes, wodurch mehrere Besatzungsmitglieder eine Kohlenstoffmonoxidvergiftung erlitten. Zur Reparatur ließ Kommandant Unterhorst am 3. Juli außerplanmäßig Bergen anlaufen. U 396 hätte sich eigentlich einer U-Bootgruppe anschließen sollen, die vor der norwegischen Küste in defensiver Stellung lag. Aufgrund der Beschädigung schloss sich das Boot dieser Gruppe erst verspätet an.

### U-Bootgruppe „Mitte“
Im Juni 1944 wurde U 396 der U-Bootgruppe „Mitte“ zugeteilt, 21 Boote, die vor der norwegischen Küste eine defensive Stellung einnehmen und in heftige Kämpfe mit den Bombern und Jägern des RAF-Coastal Command verwickelt wurden. Nachdem sechs der Boote versenkt und fünf weitere beschädigt worden waren, wurde die U-Bootgruppe „Mitte“ aufgelöst. U 396 lief beschädigt in Drontheim ein.

### Wetterboot
Im Herbst 1944 sollte U 396 eigentlich gemeinsam mit weiteren Booten im Nordkanal patrouillieren, doch bereits wenige Tage nach dem Auslaufen versagte der Schnorchel. Kommandant Unterhorst fuhr zur Reparatur zurück nach Drontheim und das Boot erhielt aufgrund der zeitlichen Verzögerung einen anderslautenden Befehl: Einsatz als Wetterboot. Grundlage solcher Einsätze war die Tatsache, dass die Wetterlage in Europa maßgeblich von den meteorologischen Vorgängen im arktischen Raum abhängt. Die Aufgaben solcher Boote umfassten das Ermitteln von Temperaturen und Wetterbeobachtungen, aus denen momentaner und erwarteter Wetterstand zur Unterstützung weiterer operativer Planung der Kriegsmarine abgeleitet werden konnten. Von Oktober bis Dezember 1944 wurde U 396 zusammen mit U 546 und U 170, die beide von erfolglosen Fernfahrten vor der afrikanischen Küste zurückgekehrt waren, im Nordatlantik als Wetterboot eingesetzt.

### Verlust des Bootes
Das Schicksal von U 396 ist ungeklärt. Die letzte Meldung des Bootes wurde am 11. April 1945 empfangen. Kapitänleutnant Siemon gab an, dass er sich auf dem Rückmarsch von einer Wetterpatrouille aus dem Nordatlantik befinde. Es gibt keine Anhaltspunkte dafür, was nach diesem Zeitpunkt mit U 396 geschah, daher wird ein Tauchunfall als ursächlich für den Verlust des Bootes angesehen.